# Ngermetengel
Ngermetengel (auch: Almonogui, Arumonogui, Ngaremetengel) ist ein Ort in der Verwaltungseinheit (genannt „State“) Ngeremlengui auf der Insel Babeldaob in Palau.

## Geographie
Der Ort liegt an der Westküste von Ngaremlengui am Fuß des Hügels Omiotl (94 m) im Gebiet von Bkulangriil.
Im Ort gibt es die Ngeremlengui Elementary School, Schiffsanleger und vor der Küste das Ngermetengel Pier zur Verladung von Bauxit, welches im Hinterland abgebaut wird.

## Klima
Das Klima ist tropisch heiß, wird jedoch von ständig wehenden Winden gemäßigt. Ebenso wie die anderen Orte von Palau wird Ngermetengel gelegentlich von Zyklonen heimgesucht.